# Orobanche solmsii
Orobanche solmsii är en snyltrotsväxtart som beskrevs av Charles Baron Clarke. Orobanche solmsii ingår i släktet snyltrötter, och familjen snyltrotsväxter. Inga underarter finns listade i Catalogue of Life.